# Caretta caretta
Caouanne, Caret
«  Caret (tortue) » redirige ici. Pour les autres significations, voir Caret (homonymie).
Espèce
Synonymes
- Testudo caretta Linnaeus, 1758
- Testudo marina Garsault, 1764
- Testudo cephalo Schneider, 1783
- Testudo caouana Bonnaterre, 1789
- Testudo lauanna Meyer, 1790
- Caretta nasuta Rafinesque, 1814
- Caretta atra Merrem, 1820
- Chelonia pelasgorum Bory, 1833
- Caouana elongata Gray, 1844
- Thalassochelys corticata Girard, 1858
- Caretta gigas Deraniyagala, 1933

Statut de conservation UICN

 VUA1abd : Vulnérable
Statut CITES
La Caouanne (Caretta caretta) est une tortue de mer que l’on retrouve dans les océans du monde entier. C’est un reptile marin qui appartient à la famille des Cheloniidae. La caouanne mesure en moyenne 90 cm de long quand elle a atteint sa taille adulte, bien qu'un spécimen de 213 cm ait déjà été découvert. La tortue caouanne adulte pèse en moyenne 135 kg, le plus gros spécimen découvert pesant 535 kg. La peau varie du jaune au marron, et la carapace est brun-rougeâtre. Il n’y a pas de différences visibles entre mâles et femelles jusqu’à ce que les tortues atteignent l’âge adulte. On peut alors repérer les mâles avec leur queue plus large et leur plastron plus court que ceux des femelles.
On trouve la caouanne dans les océans Pacifique, Atlantique et Indien ainsi qu’en mer Méditerranée. On la trouve principalement dans les eaux salées et les estuaires. Les femelles sortent de l’eau uniquement pour venir pondre sur la plage. La caouanne a un faible taux de reproduction ; les femelles effectuent en moyenne quatre pontes et entrent en quiescence, ne pondant aucun œuf pendant deux à trois ans. La caouanne atteint la maturité sexuelle à l’âge de 17 à 33 ans et a une espérance de vie comprise entre 46 et 67 ans.
La caouanne est omnivore, se nourrissant principalement d’invertébrés vivant sur le fond. Ses mâchoires grandes et puissantes sont un outil efficace pour démembrer ses proies. Les jeunes tortues sont victimes de très nombreux prédateurs, et les œufs sont particulièrement vulnérables. Mais une fois que les tortues ont atteint l’âge adulte, leur grande taille et leur carapace les protègent des grands prédateurs marins comme les requins.
La caouanne est considérée comme une espèce menacée et est protégée par l’Union internationale pour la conservation de la nature. De vieux filets de pêche à l’abandon causent de nombreuses morts chez cette espèce. Les tortues peuvent également suffoquer si elles sont prises dans les filets des chalutiers. Des dispositifs d’exclusion des tortues sont adaptés au matériel des chalutiers afin de réduire leur impact sur la mortalité de ces animaux en leur offrant une voie pour s’enfuir. Le nombre de plages adaptées à la ponte  diminue à cause de l'élévation du niveau de la mer et de l'artificialisation des rivages notamment due au tourisme. Les nichées comptent désormais plus de femelles que de mâles en raison de la hausse de la température du sable sur les plages de nidification, causée par le réchauffement climatique. L’introduction de prédateurs exotiques a également un lourd impact sur la population de caouannes. La sauvegarde de l’espèce nécessite une coopération internationale accrue car les aires de ponte sont éparpillées sur de nombreux pays.

## Habitat et aire de répartition

### Habitat

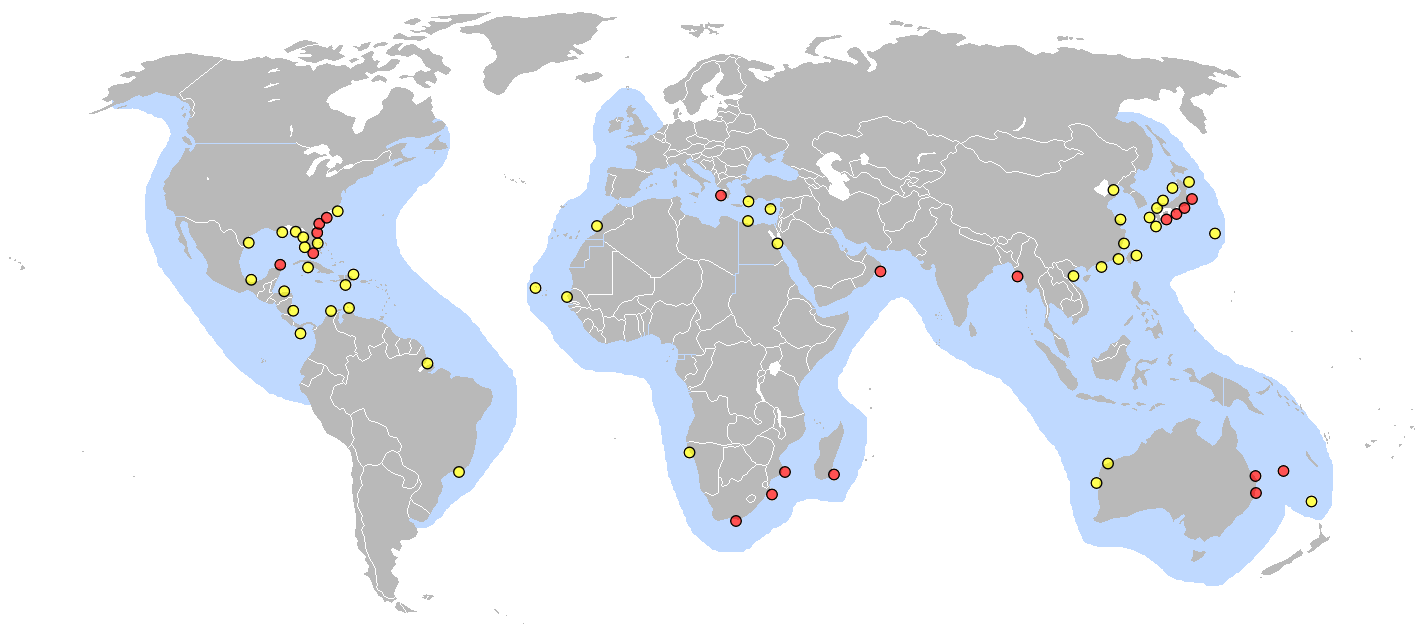
Répartition des lieux de pontes de la caouanne.
Fond bleu : présence de caouannes.
Point rouge : lieux de pontes principaux.
Point jaune : lieux de pontes secondaires.

Cette espèce, peu pélagique, fréquente habituellement les eaux tempérées et parfois les eaux tropicales et subtropicales dans l’océan, ainsi que les eaux côtières peu profondes. Elle ne sort jamais de son habitat aquatique, à l’exception des femelles qui viennent construire leur nid et pondre sur la côte. Les tortues juste écloses vivent dans des amas d’algues Sargassum  flottants. Les adultes et les jeunes vivent le long des côtes et dans les estuaires. Dans le nord-ouest de l’océan Atlantique, on remarque que les tortues occupent des habitats différents suivant leur âge. Les jeunes vivent principalement dans des estuaires aux eaux peu profondes alors que les tortues plus vieilles passent davantage de temps dans l’océan. La caouanne occupe des eaux dont la température est située entre 13,3 et 28 °C en dehors de la saison de la ponte. Des températures situées entre 27 et 28 °C conviennent mieux aux tortues prêtes à pondre.
Les jeunes aiment se réfugier dans les enchevêtrements de sargasses où ils cohabitent avec de nombreux organismes. Ainsi les amas de sargasses contiennent plus de cent espèces animales différentes, qui constituent une source de nourriture importante pour les jeunes caouannes. Certaines de ces proies comme les fourmis, les mouches, les aphides, les cicadelles et les scarabées sont apportés là par le vent. Les sargasses abritent des cirripèdes, de petites larves de crabes, des œufs de poissons et des colonies d'hydrozoa qui sont des mets appréciés des tortues. Dans les sargasses on trouve également des mammifères marins et des poissons comme le thon, le coryphène et les Seriola.

### Aire de répartition
La caouanne a une aire de distribution très large, et c'est la tortue marine qui a l'aire de ponte la plus étalée géographiquement. On la trouve dans les océans Atlantique, Indien et Pacifique, ainsi qu'en mer Méditerranée. Regroupées par plusieurs centaines d'individus, ces tortues sont capables de parcourir des distances considérables depuis leur site de vie pour rejoindre les lieux de ponte.
La caouanne est la tortue marine la plus commune dans l'ouest atlantique et elle a déjà été observée sur les côtes bretonnes. Dans l'océan Atlantique, les plus fortes concentrations de caouannes se rencontrent le long de la côte sud-est d'Amérique du Nord et dans le golfe du Mexique. La tortue est très rare le long des côtes européennes et africaines. Le principal site de nidification des tortues caouannes de l'Atlantique est la Floride, qui abrite environ 67 000 nids par an. En Atlantique de l'Ouest, des sites de nidification sont observés au nord jusqu'en Virginie et au sud jusqu'au Brésil. Dans la partie Est de l'océan, le seul site de nidification significatif est l'archipel du Cap-Vert.
Dans l'océan Indien, la caouanne vit le long de la côte africaine, de la péninsule Arabique et dans la mer d'Arabie. Le long de la côte africaine, elle niche de l'archipel Bazaruto au large du Mozambique à l'estuaire de Sainte-Lucie en Afrique du Sud. Le plus important site de nidification de l'océan Indien se trouve à Oman, dans la péninsule Arabique, avec environ 15 000 nids, soit le second site de nidification au monde pour la caouanne quant au nombre de nids. On trouve également des nichées en Australie-Occidentale, avec entre 1 000 et 2 000 nids chaque année.
Dans l'océan Pacifique, les caouannes vivent dans des régions tempérées à tropicales. Elles se nourrissent dans la mer de Chine orientale, le sud-ouest du Pacifique et le long de la péninsule de Basse-Californie. Les principaux sites de nidification se trouvent dans l'est de l'Australie et au Japon, la Grande Barrière de corail constituant un important site de nidification. Les caouannes du Pacifique nichent occasionnellement à Vanuatu et Tokelau. L'île de Yaku-shima est le principal site de nidification, puisqu'elle comprend trois plages visitées par environ 40 % de la population de caouanne du Pacifique. Après la ponte, les tortues se dirigent généralement vers la mer de Chine orientale, tandis que la région de Kuroshio Extension Bifurcation abritent de nombreux jeunes. Les populations de l'Est du Pacifique sont concentrées autour de la côte de Basse-Californie, où les eaux peu profondes sont riches en nourriture pour les juvéniles et les subadultes. Les lieux de nidification dans l'est du Pacifique sont rares. Des analyses des séquences d'ADN mitochondrial et le suivi de certains individus ont permis d'estimer que 95 % de la population de tortue que l'on trouvait le long de la côte américaine naissait sur les îles japonaises de l'ouest du Pacifique. Les tortues sont portées par les courants marins pour traverser l'intégralité du Pacifique, une des plus longues migrations connues pour un animal marin. Le retour aux plages japonaises où les tortues sont nées était pendant longtemps considéré comme impossible par les scientifiques, car une grande partie du voyage se faisait dans des eaux pauvres en nourriture. La première preuve de ce voyage retour a été donnée par une tortue adulte baptisée Adelita qui, en 1996, alors qu'elle était équipée d'une borne permettant de la suivre par satellite, à réaliser un voyage de 14 500 km à travers le Pacifique en partant du Mexique. Adelita est le premier animal marin à avoir été suivi par satellite en train de traverser un bassin océanique entier.

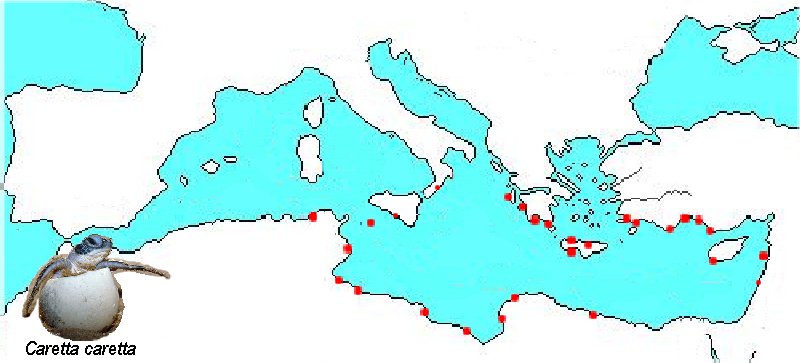
Lieux de nidification en mer Méditerranée.

En Méditerranée, où l'on observe cinq des sept espèces de tortues marines, la tortue caouanne est l'espèce la plus commune. Cette mer est une véritable nurserie pour les jeunes qui viennent s'y réfugier en nombre, et accueille également des adultes au printemps et en été,. Environ 45 % des jeunes caouannes de la Méditerranée viennent de l'océan Atlantique. Les caouannes se nourrissent dans la mer d'Alboran et la mer Adriatique. Le principal lieu de ponte est la Grèce avec plus de 3 000 nids par an. C'est pourquoi les autorités grecques n'autorisent pas les avions à partir ou atterrir de nuit à Zante, pour que les tortues ne courent aucun danger. Les caouannes pondent également sur les côtes chypriotes et turques. Plusieurs lieux de ponte sont connus en Méditerranée orientale par exemple en Turquie, Israël, à Chypre, dans les îles Ioniennes, en Tunisie, Libye, au Liban et même en Sicile.
Plus à l'ouest, deux pontes découvertes en 2002, en Corse à proximité de Porto-Vecchio (dans le secteur de Palombaggia) et deux autres dans le Var sur les plages de Saint-Tropez en 2006 et de Saint-Aygulf en 2016, restent des évènements exceptionnels,. En Provence deux nouvelles pontes ont lieu en 2020, dans le Languedoc une en 2018 et une autre en 2022, laissant supposer un retour de plus en plus marqué de l'espèce sur le littoral méditerranéen français, y compris sur les plages de la Côte d’Azur. L'été 2023 confirme cette tendance avec quatorze pontes dont sept émergentes sur le littoral français,. Une situation qui semble perdurer en 2024. En 2025, une ponte a été observée sur la plage de Golfe Juan. Sur la côte méditerranéenne de l'Espagne, les nidifications étaient pratiquement inconnues au XXe siècle ; un cas isolé en 2001 a été suivi de très nombreux autres à partir des années 2010, répartis en 2023 tout au long de la côte, surtout du cap de Creus à la frange Est de l'Andalousie. En juillet 2025, une ponte a été observée par des touristes sur la plage du centre-ville à Cavalaire-sur-Mer.

## Anatomie et morphologie
La caouanne est la tortue de mer à carapace dure la plus imposante au monde. Les caouannes adultes pèsent en moyenne entre 80 et 200 kg et mesurent entre 70 et 95 cm. Ces mensurations sont largement dépassées par certains spécimens, et on a observé des poids allant jusqu’à 545 kg et la plus grande carapace jamais observé mesure 213 cm. La tête et la carapace de la tortue sont généralement brun-rougeâtre, tandis que le plastron est jaune pâle. La nuque de la tortue et les membres sont bruns sur le dessus et jaunes sur les côtés et en dessous. Le nouveau-né est noir, comme les autres tortues marines mais ses pattes sont claires.
La carapace de la tortue est en forme de cœur, aplatie, sa largeur est d'environ 76 % de sa longueur. Elle est divisée en larges plaques ou écailles. Il y a normalement onze à douze paires d’écailles qui recouvrent la carapace. Cinq paires d’écailles vertébrales traversent la carapace en son milieu, tandis que cinq paires d’écailles costales les bordent. L’écaille nucale est située à la base de la tête. La carapace est reliée au plastron par trois paires d’écailles marginales. Le plastron présente des écailles gulaires, humérales, pectorales, abdominales, fémorales et anales appariées. La carapace sert de bouclier externe protégeant la tortue, bien que la caouanne soit incapable de rétracter sa tête ou ses nageoires à l’intérieur de cette carapace. 
Sa tête est assez longue (environ 28 % de la longueur de la carapace) et très large. On distingue deux paires d'écailles préfrontales sur la tête et un bec corné puissant. Dédiés à la nage en haute mer, les membres de cette grande tortue marine servent à la fois de propulseurs (pattes antérieures) et de gouvernail (pattes postérieures). Comme la tortue imbriquée, elle possède deux griffes à chaque nageoire.
Le dimorphisme sexuel de la caouanne est seulement apparent chez les adultes. Les mâles adultes ont une queue et des griffes plus longues que la femelle. Leur plastron est par contre plus court, certainement pour mieux s’adapter à leur longue queue. Les mâles ont également une tête plus large, et une carapace plus large, mais formant un dôme moins marqué que chez la femelle. Le sexe des jeunes ne peut être déterminé par une simple observation externe. On peut tout de même les différencier par diverses techniques comme la dissection, la laparoscopie, un examen histologique ou une étude radio-immunologique.
Les glandes lacrymales situées derrière chaque œil permettent à la caouanne de maintenir son équilibre osmotique en éliminant les excès de sel liés à l’absorption d’eau de mer. Quand elle est hors de l’eau, cette excrétion de sel donne l’impression que la tortue pleure.

## Écologie et comportement

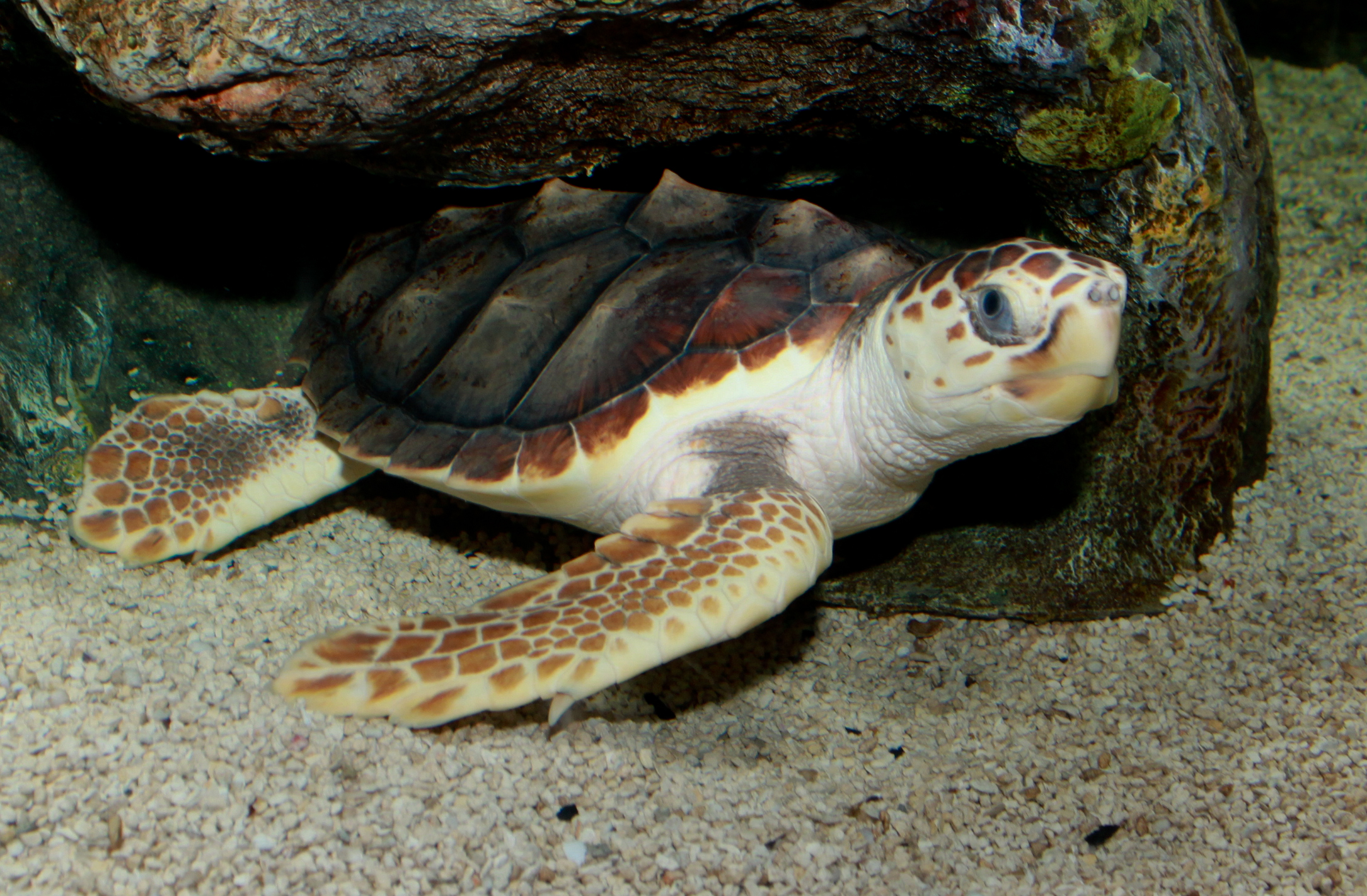
Une tortue caouanne au repos.

La caouanne est surtout active le jour. En captivité, où elle est facilement observable, elle passe sa journée à nager, avec des pauses au fond de l’eau pour se reposer. Quand elles se reposent les caouannes étendent leurs membres antérieurs sur les côtés. Elles restent alors sans bouger, les yeux ouverts ou à moitié fermés, et demeurent en alerte. La nuit, les caouannes détenues en captivité dorment, dans une posture semblable à celle qu’elles adoptent pour se reposer, avec les yeux fermés. Elles sont alors nettement plus lentes à réagir. Les caouannes passent près de 85 % de leur temps sous l’eau, les mâles étant plus fréquemment en train de nager que les femelles. La durée moyenne des plongées est de quinze à trente minutes, mais elles peuvent rester submergées pendant quatre heures. Les jeunes diffèrent des adultes dans leur manière de nager. Les jeunes gardent leurs pattes antérieures pressées sur le côté de leur carapace et se propulsent par le battement de leurs pattes postérieures. Les adultes alternent entre pattes antérieures et postérieures pour se propulser dans l’eau.
La température de l’eau a un impact sur l’activité métabolique des tortues. Ainsi, à des températures situées entre 13 et 15 °C, la tortue entre en léthargie. Elle prend une posture statique, se laissant flotter, lorsque les températures descendent aux environs de 10 °C. Toutefois, les jeunes caouannes sont plus résistantes au froid et restent conscientes jusqu’à une température de 9 °C. La migration opérée par cette tortue lui évite de se retrouver dans de telles conditions de température. Des eaux plus chaudes lui permettent d’augmenter son métabolisme et sa fréquence cardiaque. Par ailleurs le corps de la tortue augmente rapidement lorsque l’eau se réchauffe, alors qu’elle descend lentement en eau froide. On ne connait pas les températures létales pour cette espèce.
Les combats entre femelles, rares chez les vertébrés marins, sont relativement courants chez la caouanne. Ces agressions ritualisées peuvent aller de la simple tentative d’intimidation au combat. Ces conflits concernent souvent l’accès aux aires d’alimentation. On observe quatre étapes dans un conflit qui va jusqu’à son terme. Tout d’abord, un premier contact est établi visuellement ou tactilement. Ensuite, la confrontation a lieu, commençant passivement, les deux individus se poursuivant en faisant de larges cercles. La confrontation directe, plus agressive, débute lorsqu’une tortue cesse de tourner pour faire directement face à sa congénère. Puis, la mise en couple intervient quand les tortues se mordent mutuellement la mâchoire. Enfin, la séparation est également mutuelle, les deux tortues nageant dans des directions opposées, où chassant l’autre hors de sa proximité directe. La probabilité de l’émergence d’un conflit est déterminée par plusieurs facteurs comme le niveau hormonal, la dépense d’énergie, le gain potentiel et l’importance du lieu. Dans tous les cas, une queue dressée montre une volonté de se battre, tandis qu’une queue recroquevillée montre la soumission. Comme les combats peuvent entraîner des blessures et occasionnent de grandes dépenses d’énergie, c’est surtout pour l’accès à de bonnes zones d’alimentation que les conflits apparaissent. Des agressions ont été observées chez les caouannes en captivité. Les tortues semblent territoriales et se battent avec d’autres caouannes et des tortues de mer d’autres espèces.

### Système d'orientation
Quand elles quittent leur nid terrestre à la naissance, les tortues marines combinent la perception de différents signaux pour s'orienter. Elles sont sensibles à la lumière. Près des côtes, où l'eau est peu profonde, cette tortue se sert probablement aussi de l'orientation des vagues. À distance, durant sa migration et dans l'obscurité des profondeurs marines, elle maintient le cap en se servant du champ magnétique terrestre. Ces tortues sont ainsi sensibles à la latitude en fonction du champ magnétique terrestre et de son inclinaison. Ainsi de très jeunes tortues caouanne placées, peu après leur éclosion, en bassin reproduisant des conditions de champ magnétique d’autres régions (Porto Rico et Cap-Vert, situés sur leur route migratoire habituelle à la même latitude (20 ° N), mais à des longitudes différentes) se sont rapidement orientées dans la direction qu’elles prendraient dans cet environnement (respectivement vers le NE et vers le SE) . Une étude de 2025 montre que deux mécanismes différents de magnétoréception sont à la base de la carte magnétique et de la boussole magnétique de ces tortues.

### Alimentation

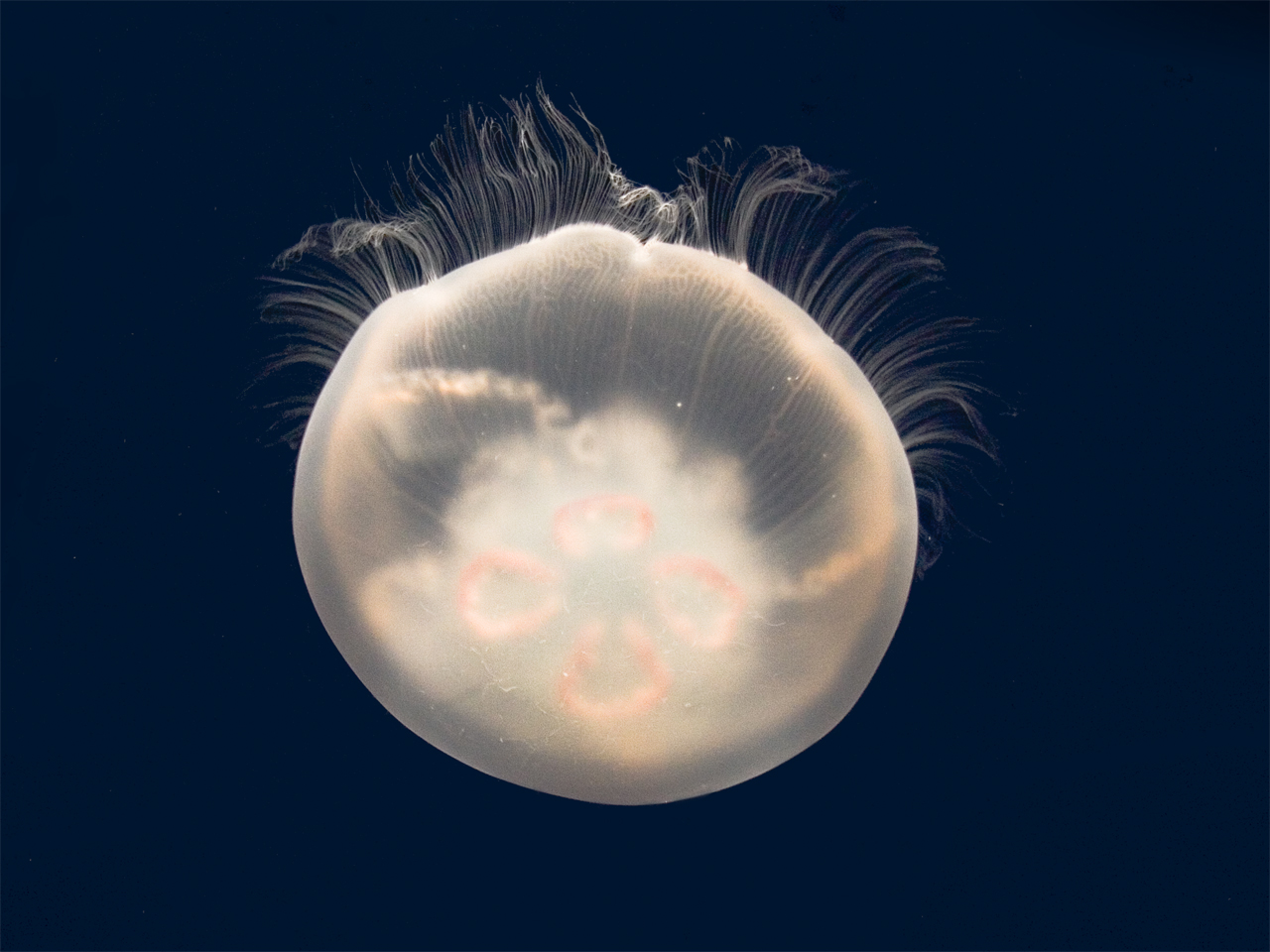
Une méduse Aurelia adulte, proie courante des caouannes lors de leurs migrations en haute mer.

La tortue caouanne est omnivore, se nourrissant principalement d’invertébrés vivant au fond de l’eau, comme des gastéropodes, des bivalves et des décapodes. La caouanne a une liste de proies connues plus grande que n’importe quelle autre tortue marine. Elle peut également se nourrir d’éponges, de coraux, de Pennatulacea, de polychètes, d’anémones de mer, de céphalopodes, de cirripèdes, de brachiopodes, d’isopodes, d’insectes, de bryozoaires, d’oursins, de Clypéastéroïdes, de concombres de mer, d’étoiles de mer, de poissons (œufs, jeunes, et adultes), de labres, de tortues juste écloses (y compris de sa propre espèce), d’algues et de plantes vasculaires. Durant sa migration à travers les océans, la caouanne mange des méduses, des mollusques flottants, des amas d’œufs flottants, des calmars, et des poissons volants.
Les caouannes écrasent leurs proies avec leurs puissantes mâchoires,. Des écailles proéminentes sur le bord antérieur des pattes avant permettent de manipuler la nourriture. Elles peuvent être utilisées comme des griffes pour déchirer des morceaux de nourriture avant qu’ils soient amenés à la gueule de l’animal. La caouanne tourne la tête d’un côté puis de l’autre pour manger la nourriture ainsi déchirée par ces écailles.  Des papilles recouvertes de mucus et pointées vers l’intérieur du corps tapissent la partie antérieure de l’œsophage des tortues et filtrent les corps étrangers tels que les arêtes de poisson. Le reste de l’œsophage n’est pas recouvert de papilles, mais présente de nombreux feuillets muqueux. La vitesse de la digestion des tortues dépend de la température, et est plus rapide quand cette dernière augmente.

### Cycle de vie

#### Premiers pas
Les nouveau-nés ont une couleur qui varie du brun clair à presque noir, ne présentant pas les marques jaunes et rouges caractéristiques des adultes. Au moment de l’éclosion, ils mesurent environ 4,6 cm pour un poids d’environ 20 g. Les œufs sont généralement pondus sur la plage dans une zone au-delà du niveau des marées hautes. Ils sont pondus près de l’eau afin que les jeunes puissent rapidement gagner la mer. Le sexe des tortues caouannes est influencé par la température du nid durant l’incubation. Celle-ci varie généralement entre 26 et 32 °C. Des études montrent  que si le nid est maintenu à une température supérieure à 32 °C, les nouveau-nés sont exclusivement des femelles. Au contraire, une température d’incubation inférieure 28 °C engendre des mâles. A 30 °C on obtient généralement un sex-ratio équilibré. Les nouveau-nés issus des œufs situés au milieu de la ponte sont généralement les plus grands, croissent le plus vite et sont les plus actifs durant les premiers jours en mer.
Après une incubation d’environ 50 jours, les nouveau-nés creusent le sable pour s’en extraire et émerger à la surface de la plage. L’éclosion a généralement lieu la nuit, et l’obscurité augmente les chances d’échapper aux prédateurs et évite les dommages occasionnés par une température du sable trop importante. Les nouveau-nés entrent dans l’océan en se dirigeant vers l’horizon lumineux créé par la réflexion de la lumière de la lune et des étoiles sur la surface de l’eau.
Les nouveau-nés peuvent perdre jusqu’à 20 % de leur masse corporelle du fait de l’évaporation de leur eau durant leur voyage du nid jusqu’à l’océan. Ils utilisent ensuite le reflux de la marée pour les éloigner de la côte. Une fois dans l’océan, ils nagent durant environ 20 heures, ce qui les emmènent loin des côtes. Un composé métallique, la magnétite, contenue dans leur cerveau leur permet de percevoir le champ magnétique terrestre, pour se diriger. De nombreux nouveau-nés utilisent les plantes du genre Sargassum une fois arrivés dans l’océan pour se protéger, jusqu’à ce qu’ils atteignent 45 cm. Les jeunes caouannes vivent dans un environnement pélagique jusqu’à l’adolescence, puis migrent vers des eaux près des côtes.

#### Maturation

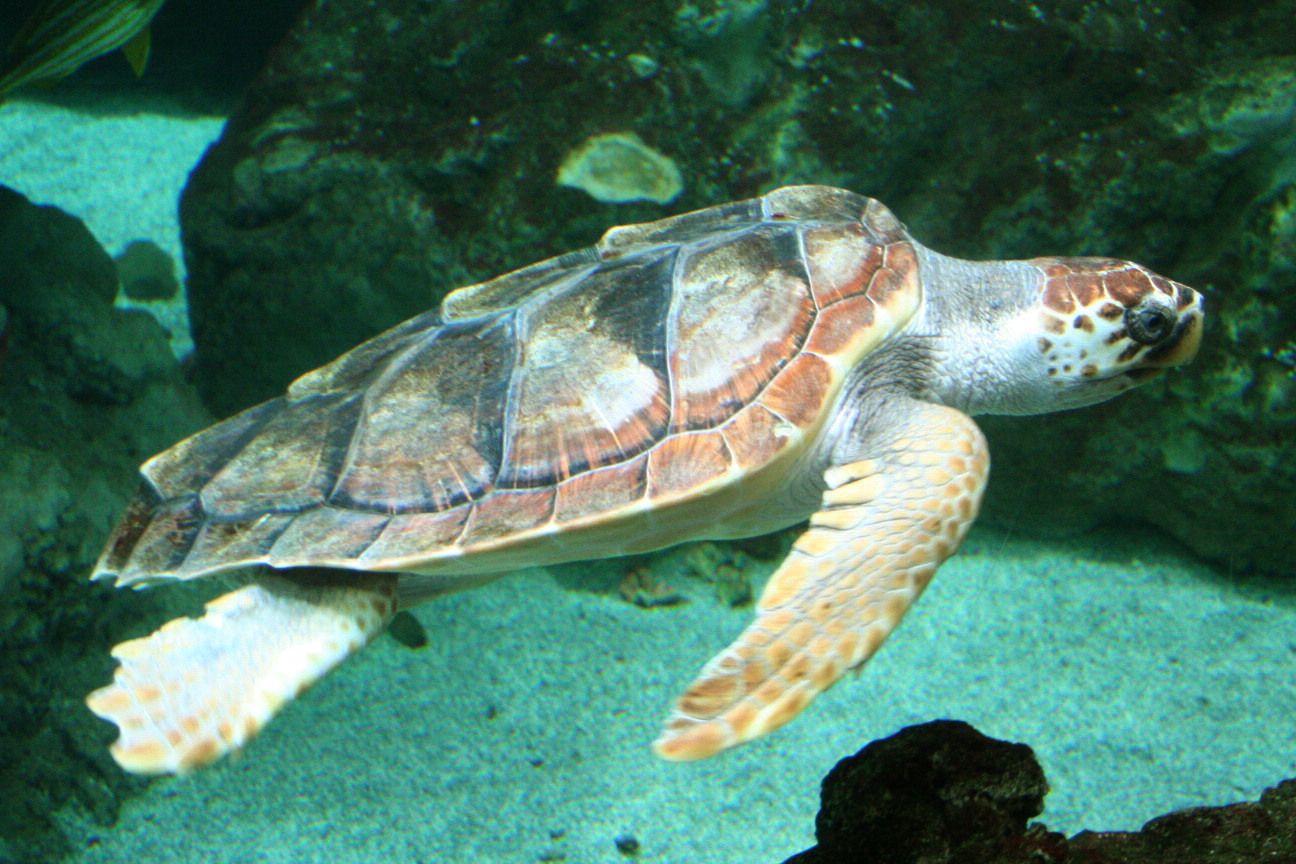
Caouanne adulte.

Quand les eaux de l’océan refroidissent, les caouannes peuvent migrer vers des eaux plus chaudes ou hiberner à un certain niveau. Durant les mois les plus froids de l’année, les caouannes peuvent rester immergées durant sept heures d’affilée, ne faisant surface que sept minutes pour respirer. Bien que dépassées par les tortues d'eau douce, elles font partie des vertébrés marins respirant à l’air libre à pouvoir plonger le plus longtemps. Durant leurs migrations saisonnières, les jeunes caouannes ont la capacité d'utiliser des repères visuels et magnétiques. Quand ces deux types de repères sont disponibles, ils sont utilisés simultanément ; si l’un d'eux n’est pas disponible, l’autre prend le relais. Les tortues nagent à environ 1,6 m/s durant la migration.
Comme toutes les tortues marines, la caouanne prépare la reproduction dans ses zones d’alimentation. Cela peut prendre plusieurs années avant que la tortue migre vers une aire de reproduction. La femelle caouanne se reproduit pour la première fois à l’âge de 28 à 33 ans au sud-est des États-Unis et en Australie, et à l’âge de 17 à 30 ans en Afrique du Sud. L’âge de la première reproduction en Méditerranée, à Oman, Oman, au Japon et au Brésil n’est pas connu. Les tortues caouannes en âge de pondre ont une carapace qui mesure 70 à 109 cm. Du fait de cette grande variabilité, la taille de la carapace ne constitue pas un indicateur fiable de la maturité sexuelle. Les caouannes ont une longévité maximale de 47 à 67 ans dans la nature.

#### Reproduction

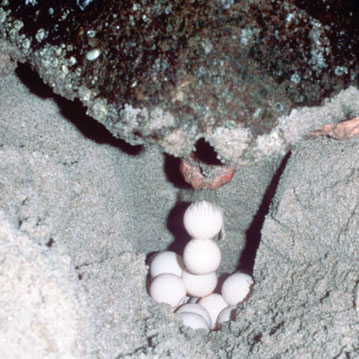
Tortue caouanne pondant ses œufs.

Les femelles caouannes se reproduisent pour la première fois à l’âge de 17 à 33 ans, et leur période de reproduction dure jusqu’à six semaines. Elles font la cour à leur partenaire, bien que ce comportement ne soit pas parfaitement étudié. La parade nuptiale des mâles inclut des frottements avec la tête, des morsures et des mouvements de la tête et des nageoires. Des études suggèrent que les femelles produisent des phéromones cloaquale pour indiquer leur réceptivité sexuelle. Avant l’accouplement, le mâle approche la femelle et tente de monter dessus, tandis que celle-ci résiste. Ensuite, le mâle et la femelle commencent à tourner en rond ensemble. Si le mâle a des concurrents, la femelle laisse les mâles se battre entre eux. Le vainqueur pourra s’accoupler. Lors de cet accouplement, les griffes incurvées des mâles endommagent les épaules de la carapace de la femelle. D’autres mâles peuvent parfois mordre celui qui est en train de copuler, laissant des blessures sur les nageoires et la queue, laissant parfois l’os à nu. Ces blessures peuvent stopper l’accouplement et mettent des semaines à guérir.
Les femelles pondent de 90 à 150 œufs dans leur nid (en moyenne 120 œufs) et ne produisent ensuite pas d’œufs pendant deux à trois ans,. À la différence des autres tortues marines, la parade nuptiale et l’accouplement n’ont pas lieu à proximité des plages sur lesquelles nichent les tortues mais plutôt sur les routes de migration entre les aires d’alimentation et les zones de reproduction. Il a été démontré que l’ovulation des tortues caouannes est induite par l’accouplement. Au moment de l’accouplement, la femelle ovule des œufs qui sont fertilisés par le mâle. Ce cas est relativement unique, l’induction de l’ovulation par l’accouplement étant très rare en dehors des mammifères. Dans la mer Méditerranée, les caouannes s’accouplent de fin mars à début juin. La période de nidification atteint son sommet en juin et juillet, mais varie suivant les plages.
Les caouannes peuvent présenter des cas de pontes à multiple paternité. Ceci est rendu possible car la femelle peut stocker du sperme de plusieurs mâles dans ses oviductes jusqu'à l’ovulation. Une seule ponte peut présenter des œufs fertilisés par cinq mâles différents. La multiple paternité et la taille des femelles sont positivement corrélées. Deux hypothèses peuvent expliquer cette corrélation. Tout d’abord les mâles s’accouplent de préférence avec les plus grandes femelles qui présentent généralement une plus grande fécondité. D’autre part, comme les grandes femelles sont capables d’atteindre plus rapidement à la nage les aires de ponte, leur période d’accouplement est plus longue.
Toutes les tortues marines ont un comportement de nidification similaire. Les femelles retournent pondre des œufs à des intervalles de douze à dix-sept jours durant la période de nidification, sur la plage sur laquelle elles sont elles-mêmes nées, ou une plage voisine,. Elles sortent de l’eau, montent sur la plage et creusent une fosse dans le sable à l’aide de leurs pattes arrière, dans laquelle elles pondent leurs œufs. Les femelles recouvrent le nid avec du sable et retourne à la mer. Tout ceci prend de une à deux heures et se déroule dans des zones sableuses ouvertes ou au sommet de dunes de sable. La zone de nidification doit être choisie avec vigilance car elle joue sur la vitalité des jeunes, le taux de nouveau-nés s’extirpant du sable et la vulnérabilité du nid aux prédateurs.

### Prédateurs

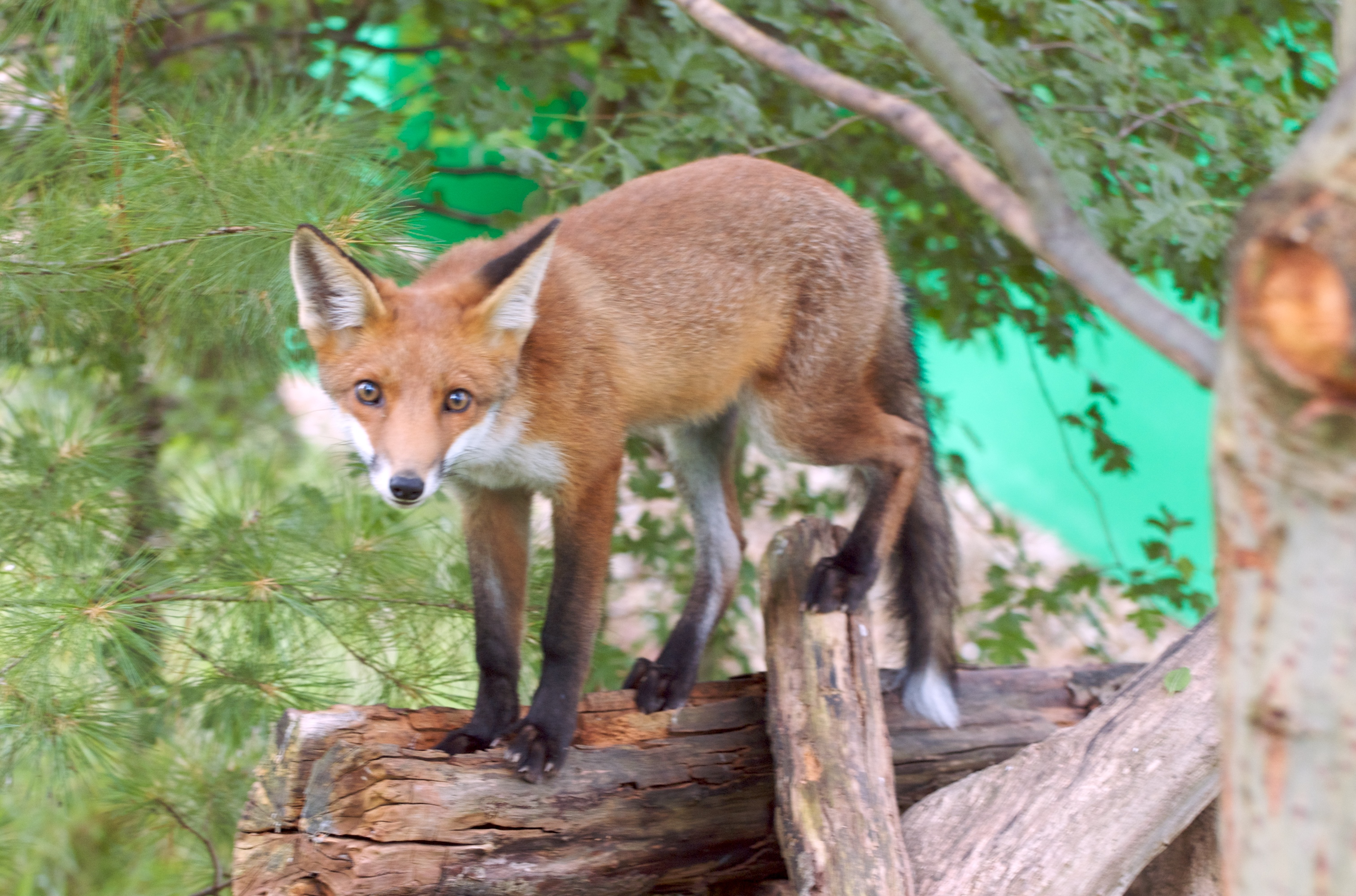
Le Renard roux est un prédateur des nids de caouanne en Australie.

Les tortues caouannes ont de nombreux prédateurs. Les œufs et les jeunes juste éclos peuvent être victimes des Oligochètes, scarabées, larves de mouches, fourmis, larves de Guêpe parasitoïde, mouches Sarcophagidae, crabes, serpents, mouettes, corbeaux, opossums, ours, rats, Dasypodidae, ratels, moufettes, canidés, ratons-laveurs, chats, hérissons et des Hommes. Durant leur trajet entre le nid et la mer, les jeunes tortues sont prises pour cible par les larves de diptères, les crabes, les crapauds, les lézards, les serpents, les oiseaux et les mammifères. Dans l’océan, les prédateurs comprennent les requins et divers poissons comme les poissons-perroquets ou les murènes, mais aussi les crabes Portunidae, les mouettes, phoques moines, et les orques. Les femelles au moment de la ponte sont prises pour proies par les mouches Sarcophagidae, les chiens errants et les Hommes. Les moustiques des marais salants peuvent aussi s’en prendre aux femelles en train de nicher,.
En Australie, l‘introduction du Renard roux (Vulpes vulpes) par les colons anglais au XIXe siècle a conduit à une forte diminution des populations de caouanne. Une étude menée dans les années 1970 a montré que sur une zone côtière de l’est de l’Australie, la prédation des œufs de tortues par les renards avait conduit à la destruction de 95 % des pontes. Des efforts importants pour détruire les renards dans les années 1980 et 1990 ont réduit cet impact, mais on estime toutefois que d’ici 2020 la population de renards aura recouvré de ses pertes.
Le long de la côte du sud-est des États-Unis, le raton-laveur (Procyon lotor) est le principal prédateur des nids. Des pertes pouvant aller jusqu’à 100 % des nids certaines saisons ont été enregistrés sur certaines plages de Floride. C’est attribué à une augmentation de la population de ratons-laveurs qui se sont très bien adaptés aux environnements urbains. Des efforts sont réalisés pour tenter de protéger les nids avec des grillages, ce qui a permis de réduire l’impact des ratons-laveurs. A Bald Head Island, en Caroline du Nord, ces grillages sont utilisés sur tous les sites de pontes connues pour les protéger des Renards roux. La technique de protection par des cages crée un nouveau problème car il crée des interférences au niveau du développement normal du sens de l’orientation magnétique des jeunes tortues du fait de l’utilisation de fil de fer, ce qui peut gêner les tortues pour s’orienter correctement. Des efforts sont faits pour trouver des matériaux suffisamment résistants et non magnétiques.
Jusqu’à 40 % des femelles caouannes adultes dans le monde portent des blessures occasionnées par des attaques de requins.

### Maladies et parasites
Des bactéries infectieuses comme Pseudomonas et Salmonella touchent les jeunes tortues caouannes et les œufs. Des champignons comme Penicillium peuvent également infecter les nids et les cloaques.
Des maladies causées par des fibropapillomatoses menacent les caouannes sous la forme de virus herpes qui causent des tumeurs internes et externes. Ces tumeurs peuvent perturber le comportement de la tortue, et au niveau des yeux causer des cécités définitives et totales. Les trématodes de la famille des Spirorchiidae vivent dans les tissus du corps de la caouanne, dont certains organes vitaux comme le cœur et le cerveau.  Les infections par des trématodes peuvent être hautement dégénératives. Par exemple, une lésion causée par un trématode provoquant une inflammation peut induire une endocardite et des troubles neurologiques. Un nématode, Angiostoma carettae, infecte également les caouannes. Les nématodes causent des lésions histologiques au niveau du tractus respiratoire.
Plus de cent espèces d’animaux appartenant à treize phyla ainsi que 37 sortes d’algues vivent sur la carapace des tortues caouannes. Ces organismes parasites qui diminuent sa pénétration dans l’eau n’offrent pas d’avantages particuliers aux tortues, bien qu’il se pourrait qu’ils lui permettent de mieux se camoufler.

## Taxinomie
C’est Carolus Linnaeus qui a donné sa première dénomination scientifique à la caouanne, Testudo caretta, en 1758,. 35 autres appellations scientifiques ont été utilisées durant les deux siècles suivants. Caretta caretta lui est finalement attribué pour la première fois en 1902 par Leonhard Stejneger. Le terme scientifique caretta est une latinisation de « caret », utilisé par les francophones pour désigner cet animal, un nom dont l'origine est mal connue, mais qui date du XVIe siècle et pourrait être un emprunt aux langues des caraïbes via l'espagnol. Son nom commun anglais, « loggerhead », se réfère à sa grande tête,. Elle est d'ailleurs appelée « Grosse tête » en Nouvelle-Calédonie. En kali'na, langue des amérindiens vivant près des grands sites de pontes en Guyane française et au Suriname, le nom de la tortue luth est Kawana. Ce nom pourrait avoir été emprunté en français pour désigner la caouanne.
La caouanne appartient à la famille des Cheloniidae, qui comprend l’ensemble des tortues marines à l’exception de la tortue luth. La classification des sous-espèces de la caouanne fait débat, mais pour la plupart des auteurs il s’agirait d’une espèce polymorphique qui n’aurait pas véritablement de sous-espèces. Des études sur la génétique moléculaire de ces animaux a confirmé des cas d’hybridation de cette espèce avec la Tortue de Kemp, la Tortue imbriquée, et la tortue verte. On ne connait pas véritablement l’ampleur de ces hybridations, mais des cas d’hybrides de deuxième génération ont été révélés, ce qui montre que certains hybrides pourraient être fertiles.
Les principaux groupes évolutifs relatifs sont décrits ci-dessous par phylogénie selon Hirayama, 1997, 1998, Lapparent de Broin, 2000, and Parham, 2005 :
```
 --o 
Procoelocryptodira

 |--o 
Chelonioidea
 Oppel, 1811 c’est-à-dire les tortues marines
 | |--o
 | | |--o †
Toxochelyidae

 | | `--o 
Cheloniidae
 Oppel, 1811
 | | |----o 
Caretta
 Rafinesque, 1814
 | | | |--o †
Caretta patriciae
 Zug, 2001
 | | |   `--o 
Caretta caretta
 Linné, 1758
 | | |----o 
Natator
 McCulloch, 1908
 | |   `----o Chelonini Oppel, 1811
 | |       |--o 
Eretmochelys
 Fitzinger, 1843
 | |       |--o 
Lepidochelys
 Fitzinger, 1843
 | |         `--o 
Chelonia
 Brongniart, 1800
 | `--o 
Dermochelyidae
 dont la 
tortue luth

   `--o Chelomacryptodira, c'est-à-dire les autres tortues cryptodires
```

### Histoire évolutive
Toutes les espèces de tortues actuelles descendent probablement d’un même ancêtre commun ayant vécu au Crétacé. Toutefois celui-ci n’a jamais été réellement identifié. Les caouannes, comme toutes les autres espèces de tortues de mer à l’exception de la Tortue luth, appartiennent à l’ancienne famille des Cheloniidae. Il y a environ 40 millions d’années, cette branche des Cheloniidae a vu apparaître la caouanne. Parmi les six espèces de Cheloniidae existantes aujourd’hui, la caouanne est plus apparentée à la Tortue de Kemp, la Tortue olivâtre et la Tortue imbriquée qu’à la Tortue à dos plate et la Tortue verte.
Il y a environ 3 millions d’années, au Pliocène, l’Amérique centrale a émergé, formant une barrière entre les océans Atlantique et Indo-Pacifique. Il en découle une réorganisation des courants marins, et la Terre entre alors dans une ère glaciaire.  Le fort refroidissement des eaux au Cap de Bonne Espérance et au Cap Horn forme une barrière infranchissable pour les tortues, et les populations de l’Atlantique et du Pacifique se trouvent alors complètement isolées. Durant la dernière ère glaciaire, les plages du sud-ouest de l’Amérique du Nord étaient trop froides pour accueillir les œufs des tortues de mer. Au fur et à mesure que la Terre s’est réchauffée, les caouannes ont migré vers le Nord et colonisé de nouvelles plages. Ainsi, les tortues qui pondent sur les plages de Caroline du Nord et du nord de la Floride forment une population génétiquement distincte de celle du sud de la Floride.
Chaque population de caouannes possède des caractéristiques anatomiques et génétiques distinctes. Ainsi, les caouannes de Méditerranée sont en moyenne plus petites que celles de l’océan Atlantique. Les caouannes de l’Atlantique Nord et de la Méditerranée descendent de tortues venant du Tongaland, en Afrique du Sud. Les gènes des caouannes sud-africaines sont toujours présents dans ces populations de nos jours.

## La caouanne et l'Homme

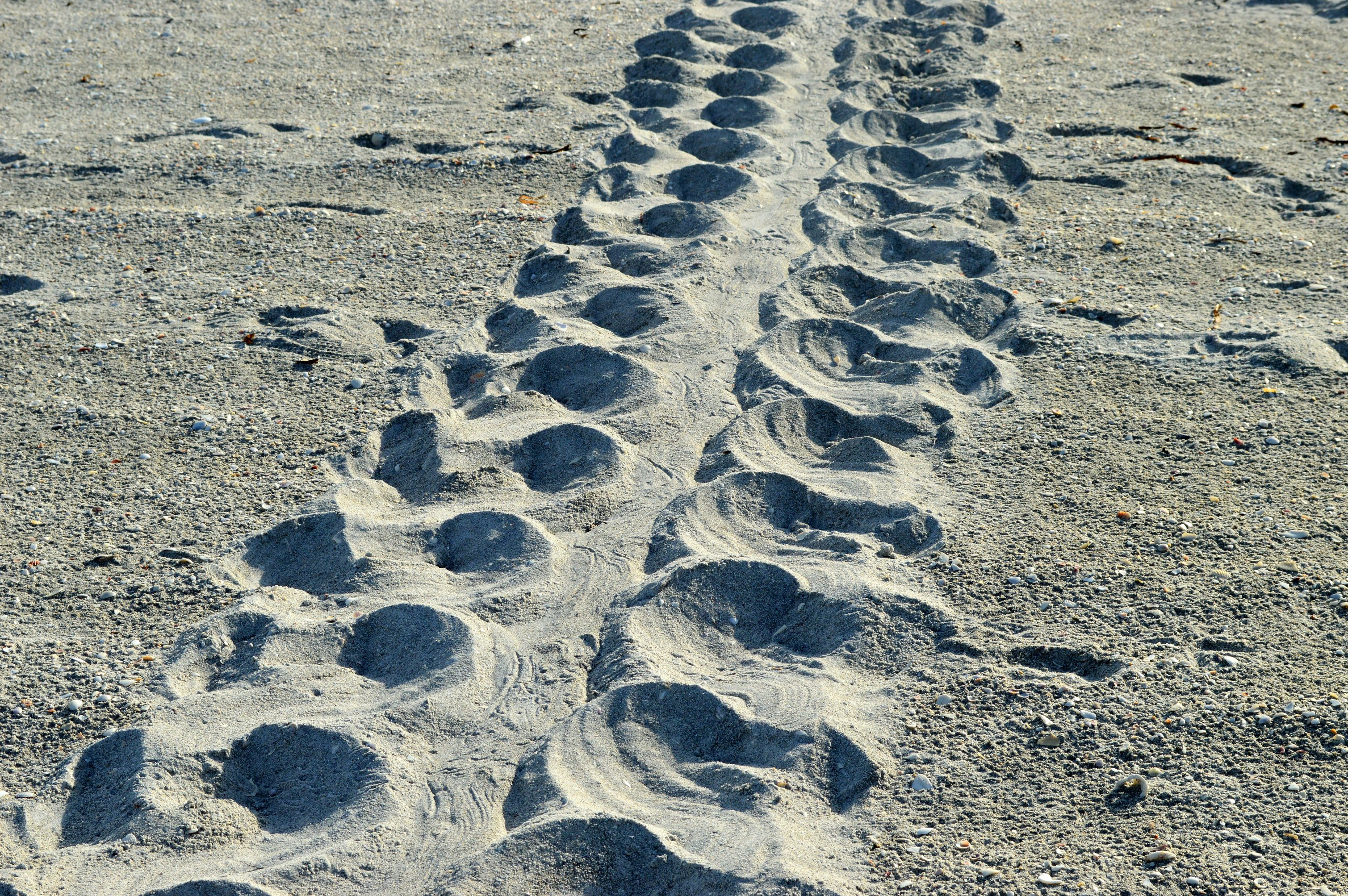
Trace de caouanne venue pondre sur une plage.

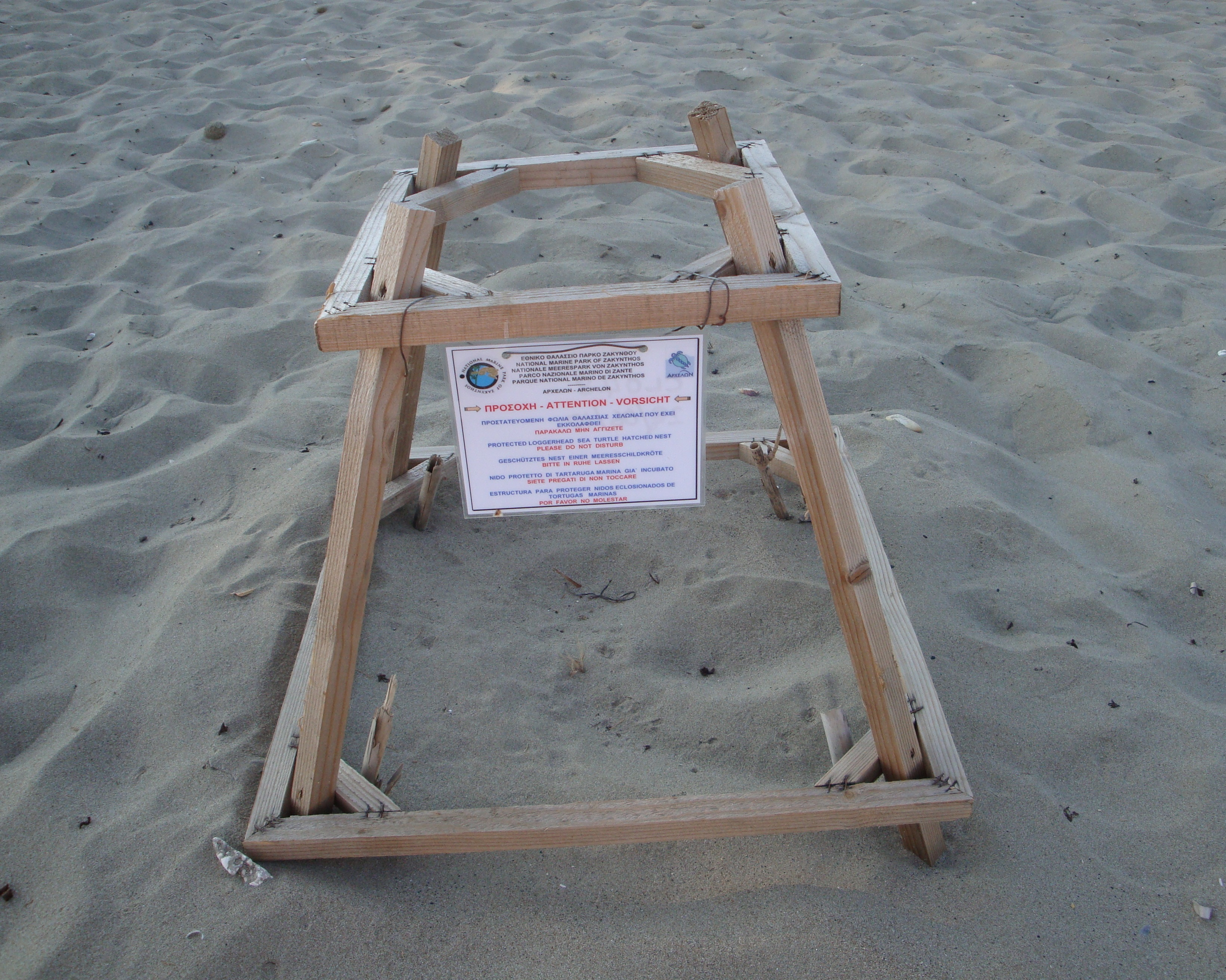
Signalisation d'un lieu de ponte.

En France, elle avait déjà disparu des côtes méditerranéennes en tant qu'espèce reproductrice depuis le début du XIXe siècle. En mer, elle est capturée accidentellement par les filets de pêche. Elle est victime de la pollution par ingestion de sacs plastiques qu'elle confond avec des méduses. L'avenir de cette espèce en Méditerranée dépend principalement de la protection des lieux de ponte subsistant dans la zone orientale. Elle est essentiellement victime du tourisme et de la pêche industrielle.
Pour empêcher les captures accidentelles par les chalutiers, les américains ont mis en place un dispositif d’exclusion des tortues qui permet de les limiter. En Méditerranée, des mesures limitant les captures accidentelles de ces tortues devront être édictées.

### Protection
Elle est protégée en France par l’arrêté du 17 juillet 1991. Les femelles nidifiantes sont protégées à Chypre et les aires de ponte sont protégées sur les rivages de Zante et au parc national de Kouf en Libye.
Les îles Kuriat en Tunisie abritent un site de nidification important de la tortue Caouanne.
Elle est en France concernée par un plan de restauration des tortues marines des Antilles françaises (plan local et régional qui concerne aussi d'autres tortues Marines des Antilles françaises (tortue imbriquée, tortue verte, tortue luth, tortue olivâtre). Ce plan est subdivisé en :
- un Plan de Restauration des Tortues Marines de Guadeloupe,
- un Plan de Restauration des Tortues Marines de Martinique,
- un projet de programme de coopération internationale à développer à échelle géographique plus large, voire planétaire afin de mieux prendre en compte les métapopulations et la diversité génétique des espèces. Une campagne de protection internationale a également été lancée par June Haimoff pour la protection des tortues.

En Grèce, Archelon (The sea turtles protection society of Greece) protège en 13 lieux différents la Caretta Caretta. Les plus grosses plages de ponte sont situées à Kyparissia et Zante.

## Timbres-poste
- Caretta caretta a fait l'objet d'une série de six timbres émis par la République du Cap-Vert en 2002[89].

## Publication originale
- Linnaeus, 1758 : Systema naturae per regna tria naturae, secundum classes, ordines, genera, species, cum characteribus, differentiis, synonymis, locis, ed. 10 (texte intégral).